# Вестпорт (Северна Каролина)
Вестпорт (енгл. Westport) насељено је место без административног статуса у америчкој савезној држави Северна Каролина.

## Демографија
По попису из 2010. године број становника је 4.026, што је 2.02 (100,7%) становника више него 2000. године.
| Група             | 2000.         | 2010.         |
| Белци             | 1.947 (97,1%) | 3.781 (93,9%) |
| Афроамериканци    | 15 (0,7%)     | 108 (2,7%)    |
| Азијати           | 15 (0,7%)     | 31 (0,8%)     |
| Хиспаноамериканци | 19 (0,9%)     | 67 (1,7%)     |
| Укупно            | 2.006         | 4.026         |